# Eilicrinia roeslerstammaria
Eilicrinia roeslerstammaria är en fjärilsart som beskrevs av Otto Staudinger 1871. Eilicrinia roeslerstammaria ingår i släktet Eilicrinia och familjen mätare. Inga underarter finns listade i Catalogue of Life.